# Stadttheater Pforzheim

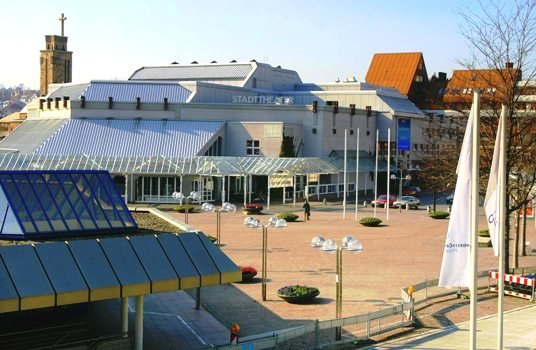
Theater Pforzheim, Blick von der Gernika-Brücke

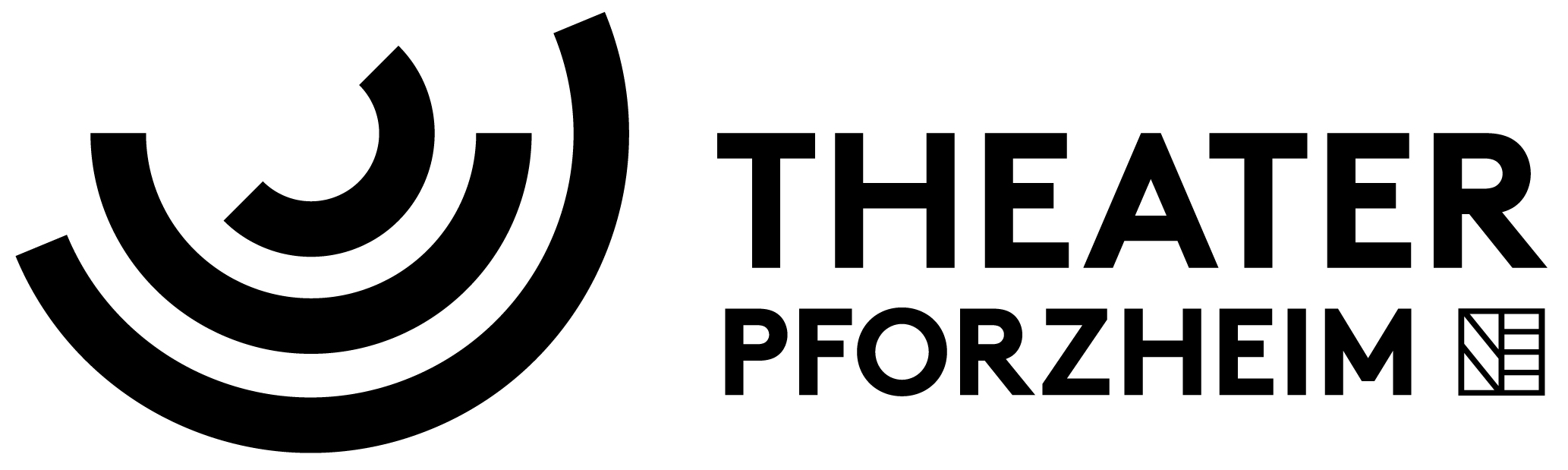
Logo

Das Stadttheater Pforzheim ist das Theater der Stadt Pforzheim in Baden-Württemberg. Das Theater befindet sich am Waisenhausplatz direkt an der Enz. Dem 1990 nach Plänen des Architekten Bodo Fleischer errichteten Theaterneubau stehen zwei Spielstätten zur Verfügung: Das Große Haus mit 511 Sitzplätzen und das Podium, welches durch eine variable Bestuhlung und Galerie Platz für bis zu 193 Zuschauer bietet. Das Stadttheater Pforzheim ist ein Drei-Sparten-Haus. Hier werden neben Theateraufführungen auch Opern, Operetten, Ballett, Konzerte und Musicals aufgeführt. Das Orchester des Hauses ist die Badische Philharmonie Pforzheim (ehemals Städtisches Orchester Pforzheim).

## Geschichte
Die Geschichte des Theaters in Pforzheim reicht bis in das Jahr 1803. Damals wurde in der Theaterstraße das sogenannte Komödienhaus als Spielstätte für fahrende Schauspieltruppen eingerichtet. Das Komödienhaus musste allerdings 1888 wegen Baufälligkeit geschlossen werden und wurde wenig später abgerissen. Ein 1885 gegründeter Theaterverein betrieb während dieser Zeit die Einrichtung eines neuen Theaters. Ein nach den Plänen von Alfons Kern errichteter großer Saalbau konnte schließlich im Jahre 1900 eingeweiht werden: Der mit einer pompösen, historisierenden und doppeltürmigen Fassade anschauliche Repräsentationsbau in der Jahnstraße bot rund 2.000 Zuschauern Platz. Die Entwicklung zum heutigen Theater nahm ihren Anfang, als der Kapellmeister Hans Leger 1933 aus einem kurz zuvor gegründeten privaten Sinfonieorchester ein öffentliches machte und auch Oper und Schauspiel mit in das Programm des Pforzheimer Theaters integrierte, wodurch erstmals ein reguläres Drei-Sparten-Theater in Pforzheim entstand. 1940 wurde das Orchester dann zum Städtischen Orchester Pforzheim.
Nach dem Luftangriff am 23. Februar 1945 wurde in Pforzheim bereits nach Kriegsende wieder Theater gespielt. Als Spielstätte dienten verschiedene provisorische Räume, zunächst in einer Brötzinger Turnhalle, später dann in Dillweißenstein. 1948 wurde der Spielbetrieb in der Osterfeldschule aufgenommen, die bis 1990 die Heimat des Pforzheimer Theaters bleiben sollte, bevor sie dann zum heutigen Kulturhaus Osterfeld umgebaut wurde. 1990 kam es dann zur Einweihung des heutigen Gebäudes am Waisenhausplatz; zur Eröffnung stand Mozarts Zauberflöte auf dem Programm.

## Städteoper Südwest
Unter dem Namen Städteoper Südwest tritt das Theater Pforzheim seit 1959 mit seinem Opern- und seit 2018 auch mit dessen Tanztheater (jeweils gemeinsam mit der Badischen Philharmonie)  regelmäßig in theaterlosen Städten in ganz Baden-Württemberg (darunter Aalen, Balingen, Biberach, Filderstadt, Lahr, Metzingen, Schramberg, Schwäbisch Gmünd, Singen, Tuttlingen, Villingen-Schwenningen und Waiblingen) sowie der Schweiz (darunter Schaffhausen, Baden und Langenthal) und Österreich auf. Damit ist das Stadttheater Pforzheim einer der überregional extensivsten Kulturanbieter des Bundeslandes Baden-Württemberg.

## Zahlen und Daten
Das Theater beschäftigte 2005 rund 200 Mitarbeiter und verfügte über einen Jahresetat von rund 12 Millionen Euro. In der Regel werden pro Spielzeit acht Schauspielinszenierungen, fünf Sinfoniekonzerte (zuzüglich dreier Kinderkonzerte), vier Opern, drei Musicals oder Operetten, zwei Ballettabende, sowie ein Kindertheaterstück veranstaltet.
Von den knapp 12 Millionen Etat der Spielzeit 2003/2004 wurden bei einem Einspielergebnis von 15,1 % rund 9,7 Millionen durch Zuschüsse finanziert.
Von den 211 Planstellen, die in der Spielzeit 2006 zur Verfügung standen, waren 193 besetzt. Der größte Teil des Personals ist dabei mit 59 Stellen im Bereich Technik und Werkstätten, das Orchester umfasste 2006 42 Planstellen. 16 Schauspieler und ebenso viele Sänger, 19 Chormitglieder und 10 Tänzer stellen das künstlerische Personal. Hinzu kommen Leitungs- und Verwaltungsstellen. In der Spielzeit 2004/2005 konnten 142.040 Besucher verzeichnet werden, die Auslastung lag bei 82,6 %.
In den letzten Jahren stagnieren die Besucherzahlen. So zählte das Haus laut der Theaterstatistik des Deutschen Bühnenvereins in der Spielzeit 2009/10 nur noch 116.000 Besucher. In der Spielzeit 2011/12 sank die Auslastung weiter auf nur noch 108.000 Besucher ab. Auch in der Spielzeit 2012/13 setzte sich der Negativ-Trend bei den Besucherzahlen fort. Laut Abschlussbericht des Stadttheaters besuchten nur noch 105.000 Besucher das Haus. Die Auslastung einzelner Sparten lag dabei nur noch knapp über 50 Prozent. (Oper 54 %; Ballett 51 %) Die Zahl der Abonnenten erreichte mit lediglich 4.313 einen historischen Tiefststand.
In der Spielzeit 2013/14 hielt der Abwärtstrend ungebrochen an. Es besuchten nur noch 102.555 Besucher die Vorstellungen, in der Spielzeit 2014/15 wurden noch 101.729 Besucher gezählt.
Im Zehn-Jahres-Vergleich der Spielzeiten 2004/5 mit 2014/15 lässt sich ein Verlust von 28 Prozent Publikumsschwund beziffern.
Alle Zahlen werden dem Kulturausschuss der Stadt Pforzheim und der Bürgerschaft jährlich fortlaufend zur Einsicht vorgelegt.

## Leitung
In der Geschichte des Theaters gab es kürzere und längere Intendanzen, von denen die über zwanzigjährige (1975–1997) von Manfred Berben zu erwähnen ist.
Nach der Jahrtausendwende und dem Weggang des damaligen Intendanten Georg Köhl 2003, in dessen einjähriger Amtszeit die Besucherzahlen deutlich zurückgegangen waren, wurde die Leitung des Pforzheimer Stadttheaters nicht mehr einem Intendanten, sondern einem Führungstrio, bestehend aus dem Generalmusikdirektor und Operndirektor Jari Hämäläinen, Verwaltungsdirektor Gustl Weber und Schauspieldirektor Jan Friso Meyer übertragen. Ihnen folgten Murat Yeginer (Schauspieldirektor), Uwe Dürigen (Verwaltungsdirektor) und Wolf Widder (Operndirektor) nach, diesen standen Markus Huber als Generalmusikdirektor, James Sutherland als Ballettdirektor und die Stellvertreter Bettina Lell (auch Leiterin der Jungen Oper) und Manfred Selzer (Verwaltung) zur Seite.
Die Dreifachspitze aus Opern-, Schauspiel- und Verwaltungsdirektor wurde mit dem Auslaufen der Verträge von Yeginer und Widder 2015 wieder abgeschafft. Das bundesweit als „Pforzheimer Theatermodell“ bekannt gewordene Führungsarrangement wurde wieder durch eine zweigliedrige Leitung aus Verwaltungsdirektor und künstlerischem Intendanten abgelöst.
So gab es ab der Spielzeit 2015/16 mit Uwe Dürigen als verbleibendem Verwaltungsdirektor und Thomas Münstermann als neuem Intendanten wieder eine Doppelführung am Theater Pforzheim. Mit der Spielzeit 2020/21 folgte nach Markus Huber der Brite Robin Davis als Generalmusikdirektor ans Theater Pforzheim. Seit der Spielzeit 2022/2023 ist Markus Hertel, zuvor Künstlerischer Betriebsdirektor an den Wuppertaler Bühnen, Intendant des Dreispartenhauses.

## Intendanten am Stadttheater Pforzheim
- ab 1810 Friedrich Schirmer (1766–1817);
- ? – 1877/78 Jakob Winter;
- 1878/79 – 81/82 Carl Faust;
- 1882/83 – ? Fritz Lawsoni und Ludwig Rosenfeld;
- ? – ? Friedrich Kersebaum (1855 – ?);
- ? – ? Gustav Detloff;
- ? – 1888 Karl Urban;
- 1890/91 – 1911/12 Otto Reuss (1852–?)
- 1912/13 – 14/15 Rudolf Scheurmann und Max Liebl
- 1915/16 – 17/18 Frau Genesius
- 1918/19 – 34/35 Max Müller
- 1935/36 Ralf Ebersperg
- 1936/37 – 1. September 1944 Franz Otto
- 1945/46 Georg Sertel
- 1946/47 Otto Friedrich Schöpf (1895 – ?) 1947/48 Bodo Bronsky
- 1948/49 – 1950/51 Erich Schudde (1909–1978)
- 1951/52 – 1959/60 Franz Otto (1887–1960)
- 1960/61 – 1962/63 Horst Alexander Stelter (1925–1991)
- 1963/64 – 1967/68 Harry Niemann (1920–1999)
- 1968/69 – 1970/71 Peter H. Stöhr (1924–2004)
- 1971/72 – 1974/75 Heiner Bruns (1935–2019)
- 1975/76 – 1996/97 Manfred Berben (1933–2013)
- 1997/98 – 2001/02 Ernö Weil (* 1947)
- 2002/03 Georg Köhl
- 2003/04 – 2007/08 Jari Hämäläinen (Operndirektor, * 1963) und Jan Friso Meyer (Schauspieldirektor, * 8. Juli 1943 in Ostfriesland, † 15. Februar 2022)
- 2008/09 – 2014/15 Wolf Widder (Operndirektor, *1954) und Murat Yeginer (Schauspieldirektor, * 1959)
- 2015/16 – 2021/22 Thomas Münstermann (* 1955)
- seit 2022/23  Markus Hertel